# Síndrome de Sjögren
La enfermedad de Sjögren (antes síndrome de Sjögren) es una enfermedad crónica de origen autoinmune. Se considera una enfermedad sistémica porque puede afectar a diferentes órganos y producir gran variedad de síntomas. Afecta principalmente a las glándulas exocrinas lo que conduce, principalmente, a la aparición de sequedad oral y ocular. Las glándulas exocrinas son las encargadas de producir líquidos como la saliva, las lágrimas, las secreciones mucosas de la laringe y de la tráquea y las secreciones vaginales, líquidos que hidratan, lubrican y suavizan las partes del organismo que están en contacto con el exterior a través de las mucosas. Es también una enfermedad reumática, que produce dolor e hinchazón en las articulaciones. Es un proceso crónico de progresión lenta; los diversos síntomas y manifestaciones no siempre aparecen en todos los pacientes, y por este motivo puede transcurrir un plazo de tiempo muy largo entre el inicio de los síntomas y el diagnóstico de la enfermedad.

## Etiología
El síndrome Sjögren se incluye dentro de las enfermedades autoinmunes porque el sistema inmunitario del cuerpo reacciona por causas desconocidas contra su propio organismo, así se producen autoanticuerpos que lesionan diferentes glándulas, entre ellas las glándulas salivares y lagrimales.

## Cuadro clínico

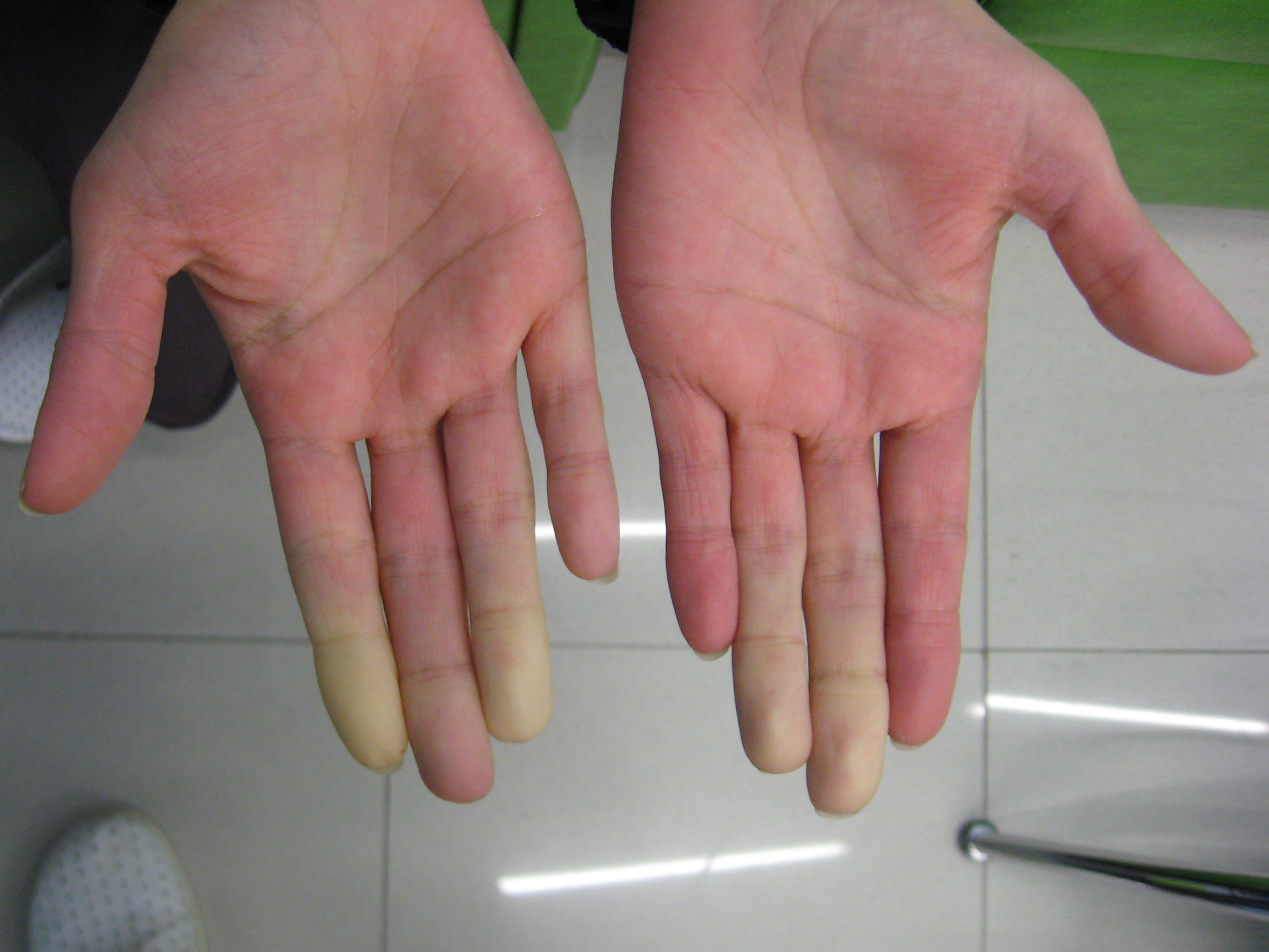
Fenómeno de Raynaud en el síndrome de Sjögren

Los principales síntomas son: ojos y boca seca, artralgias o artritis (60 %), fenómeno de Raynaud (37 %), linfadenopatías (14 %), afección pulmonar (14 %), vasculitis (11 %), afección renal (9 %), afección hepática (6 %), linfomas (6 %).

### Enfermedades asociadas
El síndrome de Sjögren puede aparecer asociado con diversos trastornos, la mayoría de los cuales son enfermedades autoinmunes o reumáticas, tales como la enfermedad celíaca, la fibromialgia, las tiroiditis autoinmunes, la esclerosis múltiple, las espondiloartropatías, y ciertos procesos malignos, principalmente el linfoma no-Hodgkin.

## Tratamiento
Las medidas terapéuticas se basan en mejorar la sequedad de las mucosas y tratar el resto de las manifestaciones, no existe tratamiento curativo y debe evitarse la automedicación pues algunos fármacos utilizados de forma inadecuada pueden empeorar los síntomas. Se recomiendan medidas generales, entre ellas evitar medicamentos que puedan agravar los síntomas de sequedad, aumentar el consumo de agua, evitar los ambientes secos y realizar una higiene dental adecuada. Pueden utilizarse sustitutivos de la saliva y lágrimas artificiales para mejorar la sequedad ocular.
Las manifestaciones articulares pueden tratarse con diferentes fármacos, entre ellos AINES. Cuando existe afectación pulmonar, glomerulonefritis o vasculitis se recomiendan medicamentos inmunosupresores, entre ellos azatioprina, ciclofosfamida y corticoides. Si existe acidosis tubular se emplea bicarbonato sódico por vía oral. Se han propuesto diferentes tratamientos con terapias biológicas, entre ellos el rituximab.

## Historia
Recibe su nombre en honor al oftalmólogo sueco Henrik Sjögren. No debe confundirse con el síndrome de Sjögren–Larsson que es una entidad diferente descrita por Karl Gustaf Torsten Sjögren.